# دیونتالا
دیونتالا شهری در شهرستان کوکا در استان بانوا در بورکینافاسوی غربی است و جمعیت آن ۴٬۱۹۱ نفر است.